# خليج طبرق
يقع خليج طبرق في مدينة طبرق وهو خليج طبيعي يشق المدينة ويوجد به ميناء طبرق البحري التاريخي والمواني النفطية ،ويرى البعض أن الاستغلال الجيد لخليج طبرق سيجعل طبرق منافساً إقليميا للمناطق الأخرى على الصعيدين السياحي والاقتصادي. مثلا دبي في الإمارات العربية المتحدة وغيرها